# FKズヴィイェズダ09
FKズヴィイェズダ09（FK Zvijezda 09）は、ボスニア・ヘルツェゴビナのスルプスカ共和国ビイェリナをホームタウンとするサッカークラブである。

## 歴史
2009年にビイェリナのエトノ・セロ・スタニシチ (Etno Selo “Stanišići”) で創設された。クラブの基となったのはユーゴスラビア崩壊とボスニア・ヘルツェゴビナ紛争の前に存在していたヴァレシュのブルグレをホームタウンとしたFKズヴィイェズダ・ブルグレ (FK Zvijezda Brgule) である。木々に覆われたズヴィイェズダ山に由来するズヴィイェズダ・ブルグレは1980年1月14日にペロ・スタニシッチ (Pero Stanišić) によって創設され、イリヤシュ市リーグに参加、後にヴィソコ市リーグに移ったが、紛争後に解散した。
2010-11シーズンにスルプスカ共和国 (RS) の6部リーグに参加、毎シーズン上位リーグに昇格し続け、2014年に同2部のドルガ・リーガRS、2015年に同1部のプルヴァ・リーガRSに昇格した。
2018年にプルヴァ・リーガRSで優勝、プレミイェル・リーガに初昇格した。プレミイェル・リーガでのデビュー戦となった2018-19シーズン第1節でムラドスト・ドボイ・カカニと引き分けて初の勝ち点を獲得、第13節のスロボダ・トゥズラ戦で初勝利を挙げた。

## 獲得タイトル

### 国内タイトル
- プルヴァ・リーガRS：1回
  - 2017-18

### 国際タイトル
- なし

## 過去の成績
| シーズン | ディビジョン         | ディビジョン | ディビジョン | ディビジョン | ディビジョン | ディビジョン | ディビジョン | ディビジョン | ディビジョン | カップ     |
| シーズン | リーグ               | 試           | 勝           | 分           | 敗           | 得           | 失           | 点           | 順位         | カップ     |
| -------- | -------------------- | ------------ | ------------ | ------------ | ------------ | ------------ | ------------ | ------------ | ------------ | ---------- |
| 2015-16  | プルヴァ・リーガRS   | 32           | 13           | 9            | 10           | 47           | 39           | 48           | 5位          |            |
| 2016-17  | プルヴァ・リーガRS   | 32           | 13           | 3            | 16           | 36           | 51           | 42           | 10位         |            |
| 2017-18  | プルヴァ・リーガRS   | 32           | 25           | 6            | 1            | 77           | 23           | 81           | 1位          | 準決勝敗退 |
| 2018-19  | プレミイェル・リーガ | 33           | 9            | 11           | 13           | 33           | 45           | 38           | 9位          | 2回戦敗退  |
| 2019-20  | プレミイェル・リーガ | 22           | 1            | 5            | 16           | 12           | 51           | 8            | 12位         | 2回戦敗退  |
| 2020-21  | プルヴァ・リーガRS   |              |              |              |              |              |              |              | 位           |            |

## 歴代所属選手
- エジケ・ウゾエニ 2020